# Quinchía
Quinchía, ook bekend als Villa de los Cerros, is een gemeente in het Colombiaanse departement Risaralda. De gemeente telt 31.996 inwoners (2005). In 1985 bestempelde de departementsregering de gemeente als "mooiste dorp van Risaralda". Quinchía is gelegen op de zuidwestelijke flank van de Cordillera Central en kent door de verschillende hoogtes van de gemeente grote temperatuurverschillen. In de stadskern van de gemeente is de gemiddelde temperatuur ongeveer 18 graden Celsius.

## Economische activiteit
De belangrijkste economische sectoren van de gemeente zijn de landbouw en mijnbouw. Op het gebied van de landbouw is vooral de productie van koffie belangrijk. Quinchía maakt deel uit van de Eje Cafetero en produceert naast koffie ook bananen, suikerriet, yuca en asperges. Qua mijnbouw wordt vooral goud en op kleine schaal steenkool gewonnen.
- Library of Congress Control Number: n93070748
- Nationale Bibliotheek van Israël: 987007533266305171
- Virtual International Authority File: 150246395

Apía · Balboa · Belén de Umbría · Dosquebradas · Guática · La Celia · La Virginia · Marsella · Mistrató  · Pereira · Pueblo Rico · Quinchía · Santa Rosa de Cabal · Santuario